# Chiesa di Sant'Emiliano (Cigliano)
La chiesa di Sant'Emiliano è la parrocchiale di Cigliano in provincia e arcidiocesi di Vercelli; fa parte del vicariato di Santhià.

## Storia
Secondo le fonti storiche la chiesa venne eretta già nei primi anni del XI secolo sul sito di un precedente luogo di culto pagano. Tuttavia, già all'inizio del XV secolo la chiesa deve essere stata ingrandita per poter ospitare un maggior numero di fedeli.
La nuova parrocchiale venne eretta in forme neoclassiche fra il 1791 ed il 1820 su progetto dell'architetto Pietro Nervi.
La facciata è stata rimaneggiata in epoca fascista.

## Descrizione
La chiesa presenta una struttura a navata unica con cappelle laterali ed un'abside semicircolare.
La facciata, a differenza dei prospetti laterali, realizzati in laterizi a vista, è intonacata. Dalle linee neoclassiche, essa è quindi tripartita da due coppie affiancate di lesene che sorreggono il frontone dentellato con timpano, sormontato da cinque acroteri.
Gli interni, ben conservati, presentano una ricca decorazione costituita da elementi dorati, stucchi e lesene a finto marmo. Degni di nota due dipinti della scuola di Bernardino Lanino ed un organo dell'Ottocento.